# Шкільна освіта в Австралії
Шкільна освіта в Австралії складається з початкової середньої школи (Primary school) 5 (6) — 12 (13) років; основної середньої школи (Secondary school) 12 (13) — 16 років та старшої середньої школи (Senior secondary school) 16 (17) — 18 років. Освітню політику, як роки навчання, встановлює влада штатів. Обов'язковим є отримання основної середньої освіти.

## Історія становлення шкільної освіти в Австралії

### Становлення початкової освіти (кінець XVIII— середина XIX століття)
Разом з першими переселенцями з Великої Британії до Австралії у 1788 році прибула невелика кількість дітей засуджених та урядових чиновників. Британський уряд не турбувався організацією освіти в колоніях. Тому це стало турботою влади метрополій. Адміністрація Австралія ухвалила рішення про відкриття дитячих будинків та благодійних шкіл. Відповідальність за створення шкіл взяли на себе англіканська, пресвітеріанська і римсько-католицька церкви, оскільки перші переселенці переважно були з Англії, Ірландії та Шотландії.
Перша школа розпочала свою роботу в 1789 році, а до 1793 року відкрилися ще три. Перші школи створювалися церквою та приватними особами. Уряд Австралії розумів значення освіти задля нормалізація обстановки та контролю над населенням, яке в переважній більшості було малоосвічене та мало кримінальне минуле. З 1804 року кількість шкіл стала значно зростати. З 1840-их років уряд почав створювати системи освіти, яка впливала на приватні школою, одночасно створювалися державні національні школи.
На цьому етапі була створена система освіти яка дозволила учням оволодіти базовими знаннями із основних шкільних предметів.

### Розширення державного сектора шкільної освіти (середина XIX— до початку XX століття)
Уряд колоній Австралії розширює мережу початкових шкіл, бо цього вимагали профспілки та потреба у підготовці робочих кадрів. Державні початкові школи дали дітям з незаможних родин можливість безкоштовно отримувати початкову освіту. Діти з багатих родин навчалися у платних початкових і середніх освітніх закладах з британською і католицькою системами викладання. Умови навчання в католицьких школах не дуже відрізнялися від державних шкіл.
У цей період відбулися суперечки між державою і церквою щодо контролю над народною освіту. Перемогу отримала державна точка зору і до 1895 року на всій території Австралії були прийняті закони про створення державних початкових шкіл і припинення фінансуванням урядом колоній релігійних шкіл.
На кінець XIX століття були сформовані основи австралійської освітньої системи. Діти отримали змогу здобувати освіту в державних початкових школах, приватних і державних основних середніх школах, технічних школах, університетах, коледжах та інститутах. Проте зміст загальної середньої освіти в Австралії був невпорядкований, не мав єдиної системи.

### Становлення загальної середньої освіти Австралії (початок XXст.— до 40-х років XXст.)
У 1901 році самостійні британські колонії утворили Австралійський Союз. Питаннями освіти продовжували займатися Міністерства освіти штатів та територій. Зростала кількість державних шкіл. Проте рівень освіти не був на належному рівні через недостатнє фінансування, низьку кваліфікацію вчителів. Для покращення навчання молоді, що проживала в малонаселених районах було введене заочне навчання.
Відбувся перегляд шкільних програм у бік їх доступності для засвоєння, залучення наочного матеріалу. Почали впроваджуватися нові методики навчання.

### Масовізація шкільної освіти та розвиток полікультурної освіти в Австралії (середина 40-х років— середина 90-х років ХХ ст.)
До 1939 року в більшості штатів було запроваджене обов'язкове навчання дітей з шести до 15 років, але значна кількість дітей навчалися тільки два-три роки в основній середній школі. Після закінчення Другої світової війни Австралія вступила в науково-технічну революцію, яка потребувала спеціалістів високої кваліфікації. Це зумовило попит на середню освіту. Зросла кількість учнів з малозабезпечених родин, корінних народів та іммігрантів, кількість яких зросла після війни.
Держава не встигали підтримувати рівень фінансування державних шкіл, тому дітей старалися віддавати до приватних шкіл. Католицькі школи також не отримували для свої потреб необхідних коштів. У деяких класах цих шкіл могло бути до 60 дітей. Закриття католицької школи приводило до навантаження на державні. Державна змушена була втрутитися і в цю ситуацію і в 1972 році уряд ухвалив рішення про фінансування всіх типів шкіл недержавної власності (80 % з цих коштів виділися на католицькі, 20 % на приватні).
Наприкінці 1960-их років Австралія відмовилася тільки від білої імміграції, тому школа отримала завдання забезпечити засвоєння обов'язкового мінімуму базових шкільних програм дітьми всіх новоприбулих.
Для упорядкування стандартів освіти в 1970 році уряд прийняв «Положення про загальнонаціональну освітню мету». У 1989 році на нараді міністрів освіти була прийнята Гобартська декларація. У ній були визначені принципи співпраці в галузі освіти між штатами та материковими територіями Австралії з урахуванням вимог до сучасної школи. Були розроблені проекти навчальних програм та контролю за проведенням оцінювання учнів (CURASS). Але через позицію деяких штатів їх не вдалося втілити.

### Впровадженням централізаційно-децентралізаційних реформ в управлінні освітою (кінець 90-х років XXст.— початок XXIст.)
У 1992 році в штаті Вікторія розпочалося проведення реформування системи освіти. Внаслідок цього відбулася централізації та децентралізації владних повноважень щодо освіти в цьому штаті. Всі школи штату отримали статус автономних навчальних закладів, які працюють за укладеним з Департаментом освіти контрактом (шкільною хартією). Ці реформи були системними і охоплювали всю систему. Разом з тим відбулося скорочення бюджету на освіту.
У 1998 році Рада міністрів з питань освіти, працевлаштування, навчання та у справах молоді (MCEETYA) поставила завдання про перегляд Гобартської освітньої декларації з врахуванням економічних та соціальних змін. У 1999 році на нараді в Аделаїді міністри освіти прийняли освітній документ, що отримав назву Аделаїдська декларація. У ній були визначені пріоритетні освітні галузі, враховані потреби в освіті австралійських аборигенів та інших груп населення, удосконалені стандарти освіти, заохочення дітей до навчання.

## Організація шкільної освіти в Австралії
Освітою займаються регіональні відділи управління освітою. Вони відповідальні за шкільні заклади, підбір персоналу та надають загальні рекомендації щодо навчальних програм.
Навчальний рік триває з лютого по грудень, ділиться на чотири семестри з невеликими канікулами, проте в Тасманії таких семестрів три. Шкільний тиждень починається з понеділка і закінчується п'ятницею.
Тривалість навчання відрізняється в штатах та материкових територіях.
| Штат або територія               | Початкова середня школа | Основна та старша середня школа |
| -------------------------------- | ----------------------- | ------------------------------- |
| Австралійська столична територія | 1-6 класи               | 7-12 класи                      |
| Новий Південний Уельс            | 1-6 класи               | 7-12 класи                      |
| Північна територія               | 1-6 класи               | 7-12 класи                      |
| Квінсленд                        | 1-7 класи               | 8-12 класи                      |
| Південна Австралія               | 1-7 класи               | 8-12 класи                      |
| Тасманія                         | 1-6 класи               | 7-12 класи                      |
| Вікторія                         | 1-6 класи               | 7-12 класи                      |
| Західна Австралія                | 1-7 класи               | 8-12 класи                      |

Діти розпочинають навчання у початковій школі з 5-6 років. Навчання триває шість або сім років. Навчання всі роки проводить один вчитель, інколи уроки з спеціальних курсів проводять інші вчителі.
В основній середній школі навчання триває три або чотири роки (7-10 або 8-10 класи). Обов'язковий курс навчання закінчується 10-м класом. З 2012 року вік відвідування школи піднятий з 15 до 17 років.
Успішне закінчення старшої середньої школи (11-12 класи, 17-18 річний вік учнів) дає право вступу до коледжів або університетів. У деяких штатах основна і старша середня школи об'єднані в єдину базову середню школу з 5-6 річним терміном навчання.

## Шкільні навчальні програми Австралії
Навчальні програми складаються з інваріативної та варіативної частин. У початковій та основній середній школі на варіативну складову відводиться до 20 % навчального часу, а в старшій — до 50 %.
У початковій школі вивчається англійська (рідна) мова та література (25—30 % навчального навантаження), математика (20 %), природничі науки і технології (6 % — 10 %), основи здоров'я та фізичне виховання (6 % -10 %), гуманітарні і соціальні науки (6 % — 10 %), мистецтво: музика, образотворче мистецтво, рукоділля і театральне мистецтво (6 % — 10 %). Варіативний компонент включає письмо, спортивні ігри, проведення дискусій на різні теми. Статут початкової освіти від 2007 визначай, що початкова школа повинна сформувати отримання задоволення від навчання, надати великий досвід та уміння, виховати повагу до минулого і готовність до змін у майбутньому.
В основній середній школі вивчається англійська мова та література, математика, природничі науки, гуманітарні і соціальні науки, громадянознавство, мистецтво, основи здоров'я і фізичне виховання, іноземні мови, технології. Факультативні предмети учні можуть вивчати протягом всього часу навчання в основній школі або через декілька років, в залежності від регіону. Перелік варіативних предметів дуже значний і їх вибір залежить від зацікавленості в них учнів, а також від рівня кваліфікації тої чи іншої школи.
У старшій середній школі збільшується кількість предметів на вибір. Значна частина предметів має професійне спрямування. після закінчення школи випускники можуть влаштовуватися на роботу або продовжувати навчання у вищій школі.
Видавництвом підручників займається видавництво «R.I.C.», засноване в 1986 році австралійськими вчителями-практиками. Воно випустило понад 1200[чого?] різноманітної продукції: підручники, методичні рекомендації учням щодо вивчення предмету чи навчальної теми, навчальні таблиці, посібники для вчителів та батьків, робочі зошити для учнів. Як випуск підручників, так їх вибір в школах демократичний.

## Школи та їх фінансування
За статистичними даними Державного Бюро Статистики Австралії в 2013 рік нараховувалося 9 393 школи, з них 6 661 — державні; 2 732 — недержавні, з яких: 1717 — католицькі, 1015 — незалежні. У всіх школах навчається 3 645 519 учнів, з них 2 375 024 учнів у державних школах, а 1 270 495 учнів — у недержавних. У всіх школах працювало 293 719 вчителів, з них 211 609 жіночої статі, а 82 110 — чоловічої.
Держава фінансує всі види шкіл. Кошти виділяють федеральний уряд, уряди штатів та материкових територій. Приватні школи фінансуються переважно за допомогою оплати батьків за освітні послуги. Одна п'ята державних витрат на освіту розподіляється на недержавні школи. Федеральний уряд забезпечує приблизно 9 % фінансування державних шкіл, та близько 72 % державного фінансування недержавних шкіл. Решту коштів виділяють уряди штатів і материкових територій.